# Stumpf (Familienname)
Stumpf (deutsch) oder Štumpf (slowenisch) ist ein Familienname.

## Namensträger
- Alfons Stumpf (* 1949), deutscher Kommunalpolitiker (BM von Attendorn) (SPD)
- Andrea Stumpf (* 1964), deutsche Übersetzerin
- Andreas Sebastian Stumpf (1772–1820), Archivar, Historiker und Regierungsdirektor
- Benno Stumpf (1897–1966), österreichischer katholischer Geistlicher, Trappistenabt
- Bernd Stumpf (* 1940), deutscher Fußballschiedsrichter
- Carl Stumpf (1848–1936), deutscher Philosoph, Psychologe und Musikforscher
- Carl Stumpf (Politiker) (1862–1917), deutscher Kommunalpolitiker, Bürgermeister von Kaufbeuren
- Christian Stumpf (* 1966), österreichischer Fußballspieler
- Christoph Stumpf (* 1972), deutscher Rechtsanwalt und Hochschullehrer
- Cordula Stumpf (* 1960), deutsche Rechtswissenschaftlerin
- Daniel Stumpf (* 1985), deutscher Handballspieler
- Daniela Stumpf (Politikerin) (* 1962), Schweizer Politikerin (SVP)
- Daniela Stumpf (* 1965), deutsche Fußballspielerin
- Edith Stumpf-Fischer (* 1942), österreichische Bibliothekarin, Ministerialbeamtin und Frauenforscherin
- Elfriede Stumpf (1921–2017), österreichische Malerin
- Franz Stumpf (Politiker, 1876) (1876–1935), österreichischer Politiker (CS)
- Franz Stumpf (Sänger) (1912–1974), deutscher Sänger (Bariton)
- Franz Stumpf (Politiker, 1950) (1950–2019), deutscher Politiker (CSU)
- Georg Stumpf (* 1972), österreichischer Industrieller
- Gerhard Stumpf (Fußballspieler) (* 1939), deutscher Fußballspieler
- Gerhard Stumpf (Theologe) (* 1943), deutscher Theologe
- Gerhard Stumpf (Bibliothekar) (* 1953), deutscher Germanist und Bibliothekar
- Gottfried Stumpf (1884–1962), deutscher Reichsgerichtsrat
- Hans Stumpf (Historiker) (1500–1577), deutscher Historiker und Kartograf
- Hans Stumpf (Fußballspieler) (1919–2010), deutscher Fußballspieler
- Hans Stumpf (Regisseur) (* vor 1951), Regisseur
- Hans Stumpf (Musiker) († 2011), deutschamerikanischer Musiker
- Hans-Jürgen Stumpf (1918–1980), deutscher Schauspieler
- Harald Stumpf (1927–2021), deutscher Physiker und Hochschullehrer
- Harry Stumpf-Lekisch (bl. 1920er-Jahre), deutscher Automobilrennfahrer
- Hermann Stumpf (1912–1997), deutscher Bundesrichter
- Horst Stumpf (1940–2006), österreichischer Reifenkonstrukteur und Erfinder, Hochschullehrer und Maler
- Jakob Stumpf (1874–1936), deutscher Architekt
- Jaroslav Štumpf (1914–1979), tschechoslowakischer Fußballspieler und -trainer
- Joachim Stumpf (* 1946), deutscher Basketballfunktionär und Unternehmer
- Johannes Stumpf (1500–1574), Schweizer Theologe, Johanniter, Topograf, Historiker und Chronist
- Johannes Stumpf (Maschinenbauingenieur) (1862–1936), deutscher Techniker
- Johann Rudolf Stumpf (1530–1592), Schweizer Geistlicher und Heimatforscher
- John Stumpf (* 1953), US-amerikanischer Bankier
- Joseph Karl von Stumpf (1805–1877), deutscher Forstmann
- Julius Stumpf (1889–1985), sudetendeutscher Lehrer und Kommunalpolitiker (SdP, NSDAP)
- Juri Stumpf (* 1966), deutscher Eishockeyspieler
- Karl Stumpf (1927–2015), deutscher Politiker und Bauernfunktionär
- Karl Friedrich Stumpf-Brentano (1829–1882), österreichischer Historiker
- Keiyona Constanze Stumpf (* 1982), deutsche Malerin und Bildhauerin
- Kilian Stumpf (1655–1720), deutscher Jesuit, Priester und Chinamissionar
- Kirsten Stumpf (* 1941), deutsche Kanu- und Wildwassersportlerin
- Lena Stumpf (1924–2012), deutsche Leichtathletin
- Lily Stumpf (1876–1946), deutsche Pianistin, siehe Lily Klee
- Ludwig Stumpf (1846–1923), deutscher Arzt und Fachautor
- Manfred Stumpf (Politiker) (1930–2010), deutscher Politiker (SPD), MdL
- Manfred Stumpf (* 1957), deutscher Zeichner und Bildhauer
- Marcus Stumpf (Archivar) (* 1967), deutscher Archivar und Archivwissenschaftler
- Marcus Stumpf (Wirtschaftswissenschaftler) (* 1974), deutscher Wirtschaftswissenschaftler
- Martin Stumpf (1886–1974), deutscher Politiker (NSDAP)
- Mathias Stumpf (* 1986), deutscher Radsportler
- Matthias Stumpf (1755–1806), Schweizer Zeichner, Kupferstecher und Maler
- Max Stumpf (1853–1925), deutscher Arzt (Gynäkologe) und Professor
- Michael Stumpf (Theologe) (1694–1764), deutscher Ordensgeistlicher und Theologe
- Michael Stumpf (Orgelbauer) (* 1963), deutscher Orgelbauer
- Michael Stumpf (Bildhauer) (* 1969), deutscher Installationskünstler und Bildhauer
- Michael Stumpf (Biologe) (* 1970), deutscher Biologe und Hochschullehrer
- Michael Stumpf (Manager) (* 1972), deutscher Medienmanager
- Michael Stumpf (Schriftsteller) (* 1979), deutscher Schriftsteller, Herausgeber, Verleger und Fotograf
- Michael Stumpf (Politiker) (* 1988), österreichischer Politiker (FPÖ)
- Otto Stumpf (1940–2017), deutscher Kanute, Sportfunktionär und Politiker (CDU)
- Paul Stumpf (1826–1912), deutscher Politiker und Fabrikant
- Paul Stumpf (Jurist) (1886–1967), deutscher Landrat und Ministerialbeamter
- Peter Štumpf (* 1962), slowenischer Geistlicher, Bischof von Koper
- Peter Paul Stumpf (1822–1890), Bischof des Erzbistums Straßburg
- Petra Stumpf, österreichische Fernsehmoderatorin, Sprecherin, Buchautorin und Podcasterin
- Pleikard Stumpf (1807–1877), Landtagsarchivar München, Akademiemitglied
- Reinhard Stumpf (Historiker) (* 1942), deutscher Historiker
- Reinhard Stumpf (Fußballspieler) (* 1961), deutscher Fußballspieler und -trainer
- Reinhold F. Stumpf (* 1970), österreichischer Autor
- Remig Stumpf (1966–2019), deutscher Radsportler
- Richard Stumpf (1892–1958), deutscher Matrose, Sachverständiger vor dem Untersuchungsausschuss der Verfassungsgebenden Deutschen Nationalversammlung und des Deutschen Reichstages
- Richard J. Stumpf (1926–2006), US-amerikanischer Filmingenieur
- Sebastian Stumpf (* 1980), deutscher Fotograf, Foto- und Videokünstler
- Siegfried Stumpf (* 1950), von 2006 bis 2011 Polizeipräsident am Polizeipräsidium Stuttgart
- Simon Stumpf († 16. Jahrhundert), Schweizer Reformator
- Tino Stumpf (* 1975), deutscher Basketballtrainer
- Tricia Stumpf (* 1970), US-amerikanische Skeletonpilotin
- Wilhelm Stumpf (1873–1926), deutscher Landschafts- und Porträtmaler, Illustrator
- Wilhelm Stumpf (Stadtrat) (1875–1949), deutscher Beamter der Kommunalverwaltung
- Wolfgang Stumpf (1909–1983), deutscher Schauspieler
- Zacharias Stumpf (1594–1641), deutscher Geistlicher